# Hinton/Jasper-Hinton Airport
Hinton/Jasper-Hinton Airport är en flygplats i Kanada.   Den ligger i provinsen Alberta, i den centrala delen av landet, 3 100 km väster om huvudstaden Ottawa. Hinton/Jasper-Hinton Airport ligger 1 213 meter över havet.
Terrängen runt Hinton/Jasper-Hinton Airport är huvudsakligen kuperad, men den allra närmaste omgivningen är platt. Trakten runt Hinton/Jasper-Hinton Airport är nära nog obefolkad, med mindre än två invånare per kvadratkilometer.. Närmaste större samhälle är Hinton, 14,1 km nordost om Hinton/Jasper-Hinton Airport.
I omgivningarna runt Hinton/Jasper-Hinton Airport växer i huvudsak barrskog.